# كازي راسيل
كازي راسيل (بالإنجليزية: Cazzie Russell)‏ مواليد 7 يونيو 1944 في شيكاغو، هو لاعب كرة سلة أمريكي معتزل تحول إلى التدريب بعد الاعتزال بدأ مسيرته الاحترافية في سنة 1966. تم اختياره من قبل فريق نيويورك نيكس خلال الدرافت. يبلغ طوله 6 قدم 5 بوصة (2.0 م). اعتزل اللعب في 1981. أحرز خلال مسيرته في الإن بي إيه 12377 نقطة بمعدل 15.1 نقطة في المباراة الواحدة.

## المسيرة الاحترافية
لعب مع نيويورك نيكس من سنة 1966 إلى 1971، ثم لعب مع غولدن ستايت ووريورز من سنة 1971 إلى 1974، ثم لعب مع لوس أنجلوس ليكرز من سنة 1974 إلى 1978، ثم لعب مع شيكاغو بولز في سنة 1978.

## روابط خارجية
- كازي راسيل على موقع إن بي أي (الإنجليزية)
- كازي راسيل على موقع سبورتس رفرنس (الإنجليزية)
- كازي راسيل على موقع كلية كرة السلة في سبورتس رفرنس.كوم (الإنجليزية)
- كازي راسيل على موقع ريلجم (الإنجليزية)
- كازي راسيل على موقع بروبوليرز (الإنجليزية)
- كازي راسيل على موقع قاعة المشاهير الجامعة الوطنية لكرة السلة (الإنجليزية)
- كازي راسيل على موقع سبورتس رفرنس (الإنجليزية)